# Алтдорф
Вижте пояснителната страница за други значения на Алтдорф.
А̀лтдорф (на немски: Altdorf, в буквален превод Старо село) е курортен град в Централна Швейцария, главен административен център на кантон Ури. Първите сведения за града като населено място датират от 1223 г. Има жп гара. Населението му е 8861 души по данни от преброяването през
2010 г.

## Местоположение
Град Алтдорф се намира на 55 км от гр. Люцерн, на 28 км от Гьошенен (Göschenen), на източната страна на река Ройс, по протежение на жп линията Свети Годард (St. Gotthard). Само на 3.2 км от града се намира пристанището Флюелен (Flüelen) на езерото Люцерн.
В Алтдорф се намира най-старият манастир на капуцините в Швейцария, открит през 1581 г.